# Ho (Ghana)

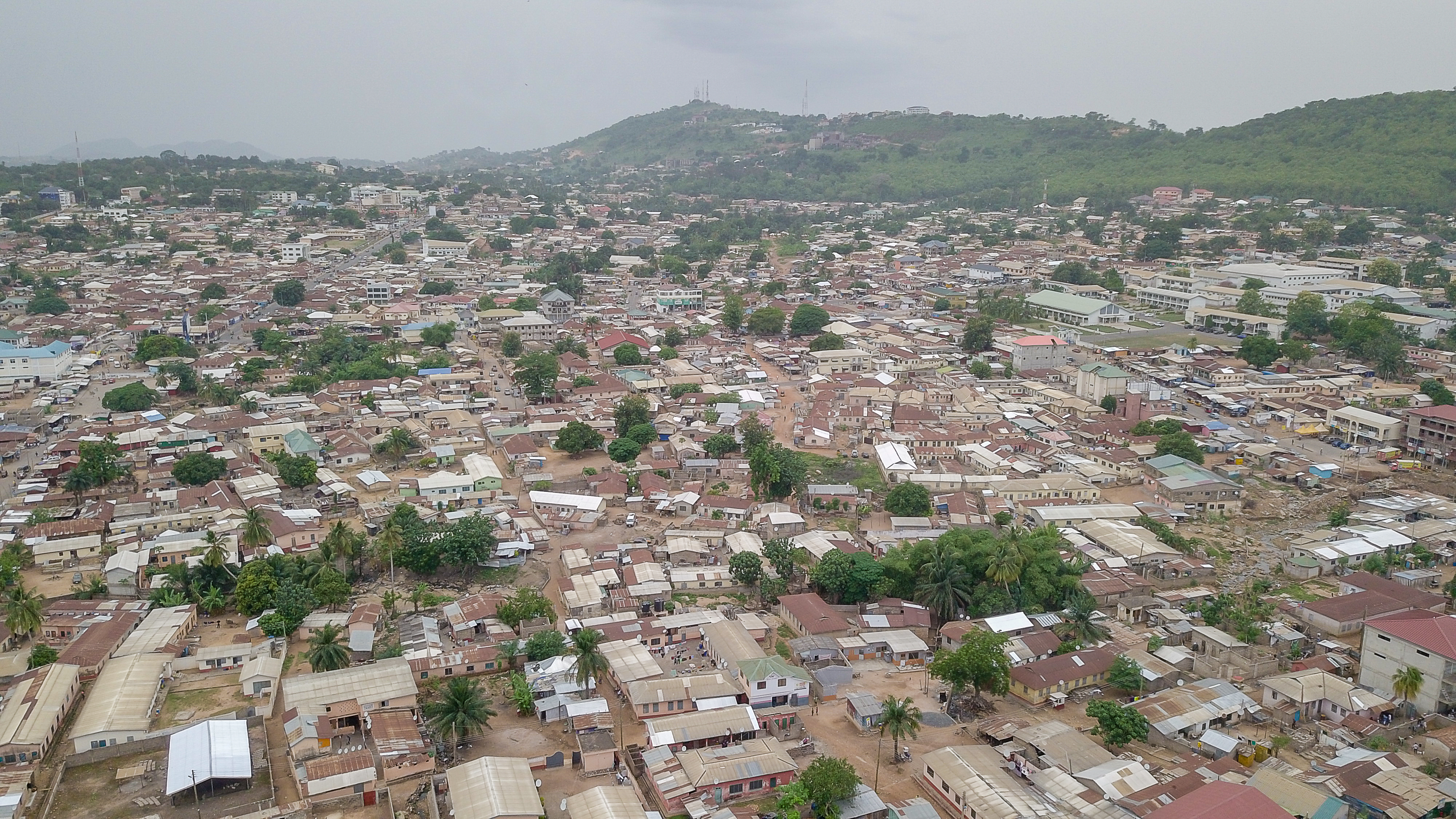
Ho (Ghana)

Ho és una ciutat de Ghana, capital del la Regió Volta i del Ho Municipal District. Es troba entre el mont Adaklu i el mont Galenukui (Serralada de Togo Atakora). A la ciutat hi ha un museu, una catedral i una presó. La població fou de 104.532 habitants el 2010.
Part de la colònia alemanya de Togo fins al 1914, va passar als britànics l'agost d'aquest any. Fou la capital del Togo Britànic. El 1956 la regió va plebiscitar la seva incorporació a Ghana.